# Pterotaea powelli
Pterotaea powelli là một loài bướm đêm trong họ Geometridae.